# Фіхтнера близнюки (шахи)
Близнюки́ Фіхтнера — спосіб утворення близнюків у шаховій композиції шляхом перестановки з матової картини (матового фіналу) будь-якої фігури на інше поле.

## Історія
Цей спосіб утворення близнюків запропонував німецький шаховий композитор В. Фіхтнер.
Перший близнюк має певне рішення. Для утворення нового близнюка береться матовий фінал цієї задачі і переставляється будь-яка фігура на інше поле. Цей близнюк має інший розв'язок. Для утворення нового близнюка переставляється, як правило, чорний король, оскільки він знаходиться в положенні шаху й мату. Якщо переставляти іншу фігуру, то береться або фігура, що оголосила мат, або інша фігура переставляється на лінію оголошення мату так, щоб в новій початковій позиції перекрити від шаху чорного короля.
Цей спосіб утворення близнюків дістав назву — близнюки Фіхтнера.
|   | a | b | c | d | e | f | g | h |   |
| 8 | c8 білий кінь · g8 чорний кінь · h8 чорний король · g7 чорний слон · g6 чорний кінь · h6 чорний пішак · f5 чорна тура · h5 чорний пішак · g3 білий король | c8 білий кінь · g8 чорний кінь · h8 чорний король · g7 чорний слон · g6 чорний кінь · h6 чорний пішак · f5 чорна тура · h5 чорний пішак · g3 білий король | c8 білий кінь · g8 чорний кінь · h8 чорний король · g7 чорний слон · g6 чорний кінь · h6 чорний пішак · f5 чорна тура · h5 чорний пішак · g3 білий король | c8 білий кінь · g8 чорний кінь · h8 чорний король · g7 чорний слон · g6 чорний кінь · h6 чорний пішак · f5 чорна тура · h5 чорний пішак · g3 білий король | c8 білий кінь · g8 чорний кінь · h8 чорний король · g7 чорний слон · g6 чорний кінь · h6 чорний пішак · f5 чорна тура · h5 чорний пішак · g3 білий король | c8 білий кінь · g8 чорний кінь · h8 чорний король · g7 чорний слон · g6 чорний кінь · h6 чорний пішак · f5 чорна тура · h5 чорний пішак · g3 білий король | c8 білий кінь · g8 чорний кінь · h8 чорний король · g7 чорний слон · g6 чорний кінь · h6 чорний пішак · f5 чорна тура · h5 чорний пішак · g3 білий король | c8 білий кінь · g8 чорний кінь · h8 чорний король · g7 чорний слон · g6 чорний кінь · h6 чорний пішак · f5 чорна тура · h5 чорний пішак · g3 білий король | 8 |
| 7 | c8 білий кінь · g8 чорний кінь · h8 чорний король · g7 чорний слон · g6 чорний кінь · h6 чорний пішак · f5 чорна тура · h5 чорний пішак · g3 білий король | c8 білий кінь · g8 чорний кінь · h8 чорний король · g7 чорний слон · g6 чорний кінь · h6 чорний пішак · f5 чорна тура · h5 чорний пішак · g3 білий король | c8 білий кінь · g8 чорний кінь · h8 чорний король · g7 чорний слон · g6 чорний кінь · h6 чорний пішак · f5 чорна тура · h5 чорний пішак · g3 білий король | c8 білий кінь · g8 чорний кінь · h8 чорний король · g7 чорний слон · g6 чорний кінь · h6 чорний пішак · f5 чорна тура · h5 чорний пішак · g3 білий король | c8 білий кінь · g8 чорний кінь · h8 чорний король · g7 чорний слон · g6 чорний кінь · h6 чорний пішак · f5 чорна тура · h5 чорний пішак · g3 білий король | c8 білий кінь · g8 чорний кінь · h8 чорний король · g7 чорний слон · g6 чорний кінь · h6 чорний пішак · f5 чорна тура · h5 чорний пішак · g3 білий король | c8 білий кінь · g8 чорний кінь · h8 чорний король · g7 чорний слон · g6 чорний кінь · h6 чорний пішак · f5 чорна тура · h5 чорний пішак · g3 білий король | c8 білий кінь · g8 чорний кінь · h8 чорний король · g7 чорний слон · g6 чорний кінь · h6 чорний пішак · f5 чорна тура · h5 чорний пішак · g3 білий король | 7 |
| 6 | c8 білий кінь · g8 чорний кінь · h8 чорний король · g7 чорний слон · g6 чорний кінь · h6 чорний пішак · f5 чорна тура · h5 чорний пішак · g3 білий король | c8 білий кінь · g8 чорний кінь · h8 чорний король · g7 чорний слон · g6 чорний кінь · h6 чорний пішак · f5 чорна тура · h5 чорний пішак · g3 білий король | c8 білий кінь · g8 чорний кінь · h8 чорний король · g7 чорний слон · g6 чорний кінь · h6 чорний пішак · f5 чорна тура · h5 чорний пішак · g3 білий король | c8 білий кінь · g8 чорний кінь · h8 чорний король · g7 чорний слон · g6 чорний кінь · h6 чорний пішак · f5 чорна тура · h5 чорний пішак · g3 білий король | c8 білий кінь · g8 чорний кінь · h8 чорний король · g7 чорний слон · g6 чорний кінь · h6 чорний пішак · f5 чорна тура · h5 чорний пішак · g3 білий король | c8 білий кінь · g8 чорний кінь · h8 чорний король · g7 чорний слон · g6 чорний кінь · h6 чорний пішак · f5 чорна тура · h5 чорний пішак · g3 білий король | c8 білий кінь · g8 чорний кінь · h8 чорний король · g7 чорний слон · g6 чорний кінь · h6 чорний пішак · f5 чорна тура · h5 чорний пішак · g3 білий король | c8 білий кінь · g8 чорний кінь · h8 чорний король · g7 чорний слон · g6 чорний кінь · h6 чорний пішак · f5 чорна тура · h5 чорний пішак · g3 білий король | 6 |
| 5 | c8 білий кінь · g8 чорний кінь · h8 чорний король · g7 чорний слон · g6 чорний кінь · h6 чорний пішак · f5 чорна тура · h5 чорний пішак · g3 білий король | c8 білий кінь · g8 чорний кінь · h8 чорний король · g7 чорний слон · g6 чорний кінь · h6 чорний пішак · f5 чорна тура · h5 чорний пішак · g3 білий король | c8 білий кінь · g8 чорний кінь · h8 чорний король · g7 чорний слон · g6 чорний кінь · h6 чорний пішак · f5 чорна тура · h5 чорний пішак · g3 білий король | c8 білий кінь · g8 чорний кінь · h8 чорний король · g7 чорний слон · g6 чорний кінь · h6 чорний пішак · f5 чорна тура · h5 чорний пішак · g3 білий король | c8 білий кінь · g8 чорний кінь · h8 чорний король · g7 чорний слон · g6 чорний кінь · h6 чорний пішак · f5 чорна тура · h5 чорний пішак · g3 білий король | c8 білий кінь · g8 чорний кінь · h8 чорний король · g7 чорний слон · g6 чорний кінь · h6 чорний пішак · f5 чорна тура · h5 чорний пішак · g3 білий король | c8 білий кінь · g8 чорний кінь · h8 чорний король · g7 чорний слон · g6 чорний кінь · h6 чорний пішак · f5 чорна тура · h5 чорний пішак · g3 білий король | c8 білий кінь · g8 чорний кінь · h8 чорний король · g7 чорний слон · g6 чорний кінь · h6 чорний пішак · f5 чорна тура · h5 чорний пішак · g3 білий король | 5 |
| 4 | c8 білий кінь · g8 чорний кінь · h8 чорний король · g7 чорний слон · g6 чорний кінь · h6 чорний пішак · f5 чорна тура · h5 чорний пішак · g3 білий король | c8 білий кінь · g8 чорний кінь · h8 чорний король · g7 чорний слон · g6 чорний кінь · h6 чорний пішак · f5 чорна тура · h5 чорний пішак · g3 білий король | c8 білий кінь · g8 чорний кінь · h8 чорний король · g7 чорний слон · g6 чорний кінь · h6 чорний пішак · f5 чорна тура · h5 чорний пішак · g3 білий король | c8 білий кінь · g8 чорний кінь · h8 чорний король · g7 чорний слон · g6 чорний кінь · h6 чорний пішак · f5 чорна тура · h5 чорний пішак · g3 білий король | c8 білий кінь · g8 чорний кінь · h8 чорний король · g7 чорний слон · g6 чорний кінь · h6 чорний пішак · f5 чорна тура · h5 чорний пішак · g3 білий король | c8 білий кінь · g8 чорний кінь · h8 чорний король · g7 чорний слон · g6 чорний кінь · h6 чорний пішак · f5 чорна тура · h5 чорний пішак · g3 білий король | c8 білий кінь · g8 чорний кінь · h8 чорний король · g7 чорний слон · g6 чорний кінь · h6 чорний пішак · f5 чорна тура · h5 чорний пішак · g3 білий король | c8 білий кінь · g8 чорний кінь · h8 чорний король · g7 чорний слон · g6 чорний кінь · h6 чорний пішак · f5 чорна тура · h5 чорний пішак · g3 білий король | 4 |
| 3 | c8 білий кінь · g8 чорний кінь · h8 чорний король · g7 чорний слон · g6 чорний кінь · h6 чорний пішак · f5 чорна тура · h5 чорний пішак · g3 білий король | c8 білий кінь · g8 чорний кінь · h8 чорний король · g7 чорний слон · g6 чорний кінь · h6 чорний пішак · f5 чорна тура · h5 чорний пішак · g3 білий король | c8 білий кінь · g8 чорний кінь · h8 чорний король · g7 чорний слон · g6 чорний кінь · h6 чорний пішак · f5 чорна тура · h5 чорний пішак · g3 білий король | c8 білий кінь · g8 чорний кінь · h8 чорний король · g7 чорний слон · g6 чорний кінь · h6 чорний пішак · f5 чорна тура · h5 чорний пішак · g3 білий король | c8 білий кінь · g8 чорний кінь · h8 чорний король · g7 чорний слон · g6 чорний кінь · h6 чорний пішак · f5 чорна тура · h5 чорний пішак · g3 білий король | c8 білий кінь · g8 чорний кінь · h8 чорний король · g7 чорний слон · g6 чорний кінь · h6 чорний пішак · f5 чорна тура · h5 чорний пішак · g3 білий король | c8 білий кінь · g8 чорний кінь · h8 чорний король · g7 чорний слон · g6 чорний кінь · h6 чорний пішак · f5 чорна тура · h5 чорний пішак · g3 білий король | c8 білий кінь · g8 чорний кінь · h8 чорний король · g7 чорний слон · g6 чорний кінь · h6 чорний пішак · f5 чорна тура · h5 чорний пішак · g3 білий король | 3 |
| 2 | c8 білий кінь · g8 чорний кінь · h8 чорний король · g7 чорний слон · g6 чорний кінь · h6 чорний пішак · f5 чорна тура · h5 чорний пішак · g3 білий король | c8 білий кінь · g8 чорний кінь · h8 чорний король · g7 чорний слон · g6 чорний кінь · h6 чорний пішак · f5 чорна тура · h5 чорний пішак · g3 білий король | c8 білий кінь · g8 чорний кінь · h8 чорний король · g7 чорний слон · g6 чорний кінь · h6 чорний пішак · f5 чорна тура · h5 чорний пішак · g3 білий король | c8 білий кінь · g8 чорний кінь · h8 чорний король · g7 чорний слон · g6 чорний кінь · h6 чорний пішак · f5 чорна тура · h5 чорний пішак · g3 білий король | c8 білий кінь · g8 чорний кінь · h8 чорний король · g7 чорний слон · g6 чорний кінь · h6 чорний пішак · f5 чорна тура · h5 чорний пішак · g3 білий король | c8 білий кінь · g8 чорний кінь · h8 чорний король · g7 чорний слон · g6 чорний кінь · h6 чорний пішак · f5 чорна тура · h5 чорний пішак · g3 білий король | c8 білий кінь · g8 чорний кінь · h8 чорний король · g7 чорний слон · g6 чорний кінь · h6 чорний пішак · f5 чорна тура · h5 чорний пішак · g3 білий король | c8 білий кінь · g8 чорний кінь · h8 чорний король · g7 чорний слон · g6 чорний кінь · h6 чорний пішак · f5 чорна тура · h5 чорний пішак · g3 білий король | 2 |
| 1 | c8 білий кінь · g8 чорний кінь · h8 чорний король · g7 чорний слон · g6 чорний кінь · h6 чорний пішак · f5 чорна тура · h5 чорний пішак · g3 білий король | c8 білий кінь · g8 чорний кінь · h8 чорний король · g7 чорний слон · g6 чорний кінь · h6 чорний пішак · f5 чорна тура · h5 чорний пішак · g3 білий король | c8 білий кінь · g8 чорний кінь · h8 чорний король · g7 чорний слон · g6 чорний кінь · h6 чорний пішак · f5 чорна тура · h5 чорний пішак · g3 білий король | c8 білий кінь · g8 чорний кінь · h8 чорний король · g7 чорний слон · g6 чорний кінь · h6 чорний пішак · f5 чорна тура · h5 чорний пішак · g3 білий король | c8 білий кінь · g8 чорний кінь · h8 чорний король · g7 чорний слон · g6 чорний кінь · h6 чорний пішак · f5 чорна тура · h5 чорний пішак · g3 білий король | c8 білий кінь · g8 чорний кінь · h8 чорний король · g7 чорний слон · g6 чорний кінь · h6 чорний пішак · f5 чорна тура · h5 чорний пішак · g3 білий король | c8 білий кінь · g8 чорний кінь · h8 чорний король · g7 чорний слон · g6 чорний кінь · h6 чорний пішак · f5 чорна тура · h5 чорний пішак · g3 білий король | c8 білий кінь · g8 чорний кінь · h8 чорний король · g7 чорний слон · g6 чорний кінь · h6 чорний пішак · f5 чорна тура · h5 чорний пішак · g3 білий король | 1 |
|   | a | b | c | d | e | f | g | h |   |

b) h8→g5
a) 1. Sf8 Se7 2. Sh7 Sg6#
b) 1. Se7    Sf8 2. Sg6 S:h7#
В близнюках пройшла тема Залокоцького в прямій повній змішаній формі.